# Federazione pallavolistica di Palau
La Federazione palauana di pallavolo (eng. Palau Volleyball Federation, PVF) è un'organizzazione fondata per governare la pratica della pallavolo a Palau.
Organizza il campionato maschile e femminile, e pone sotto la propria egida la nazionale maschile e femminile.
Ha aderito alla FIVB nel 1951.